# Natalia Armienta Oikawa
Natalia Armienta Oikawa  (30 de noviembre de 1972) es una escritora, guionista, directora y editora mexicana. Trabajó en televisión con Discovery Channel, Endemol, Argos, Fluxus Comunicaciones y BBC. Directora de largometrajes como Compaz de arena (2005), Culpables de Inocencia (2010) y Antes que se tire la sal (2015) con los cuales suma más de 160 selecciones oficiales en festivales internacionales ganando varios premios entre los que destacan Premio Moisés Huentelaf de Valparaíso Chile, Premio del Jurado de Viña del Mar y el Eclipse Award de Singapur, además fue guionista de Siete años de matrimonio y script advisor en The Rising, un film con Colin Morgan, Micheal Neeson, David O'Hara y Fiona Shaw. Sus cuentos participaron en el programa Rincones de Lectura, al ganar la Convocatoria Nacional de Cuento Infantil.

## Estudios y carrera
Estudió Ciencias de la Comunicación en el Instituto Tecnológico y de Estudios Superiores de Occidente (ITESO) y la Universidad Iberoamericana, tiene Maestría en Dirección de Cine en la Escuela Superior de Imagen y Diseño de Barcelona. Asistió al taller de animación clásica del Centro de Capacitación Audiovisual de la U de G. Participó en el 8° LabGuión del programa IBERmedia. Cursó el taller de Dirección de actores con Ignacio Ortiz Cruz y cine experimental con Naomi Uman. Fue nominada a la beca Rockefeller, ha recibido apoyo de Canon Mexicana, fue becaria del Programa de Estímulo a la Creación y al Desarrollo Artístico de Jalisco (PECDA), y becaria del programa Creadores con Trayectoria del Fondo Nacional para la Cultura y las Artes (FONCA) 2009.
Al término de sus estudios superiores, empezó a enfocarse en su carrera asistiendo a los estudiantes del (CUEC) la escuela de cine de la UNAM, al mismo tiempo asistía a cursos y talleres para mantenerse a la vanguardia así en 2001, tomó un curso del entonces nuevo sistema de edición Avid Media Composer, en el Centro para el Arte y la Tecnología CAT,  entró a trabajar en televisión como directora de arte del canal Discovery kids en el programa Cyber Kids transmitido en México, España y Brasil. En 2002 fue acreedora de la mención honorífica en el 2° concurso nacional de guionismo “El cine en corto” y en 2005, tuvo la oportunidad de exhibir un cortometraje experimental realizado en el taller de Naomi Uman, en el Laboratorio de Arte Alameda con el apoyo del Instituto Nacional de Bellas Artes y el Consejo Nacional para la Cultura y las Artes (CONACULTA).  Debido a su conocimiento de Avid, logró el cargo de editora y miembro del equipo creativo de Big Brother (México), éste reality show mantiene el récord de audiencias de toda la historia de la televisión mexicana, se realizaban 8 programas a la semana y se transmitía 24 horas. En la segunda temporada tomó el cargo de realizadora y se encargaba de hacer las historias de los personajes antes de entrar a la casa del gran hermano así como entrevistas posteriores al salir de ella. Dos años después tomó el cargo de guionista en el programa Nuestra Hora y un poco más, un programa de revista que hablaba de temas sociales, científicos, educativos y de promoción de la cultura, realizado por el Instituto Latinoamericano de la Comunicación Educativa dependiente de la ONU.

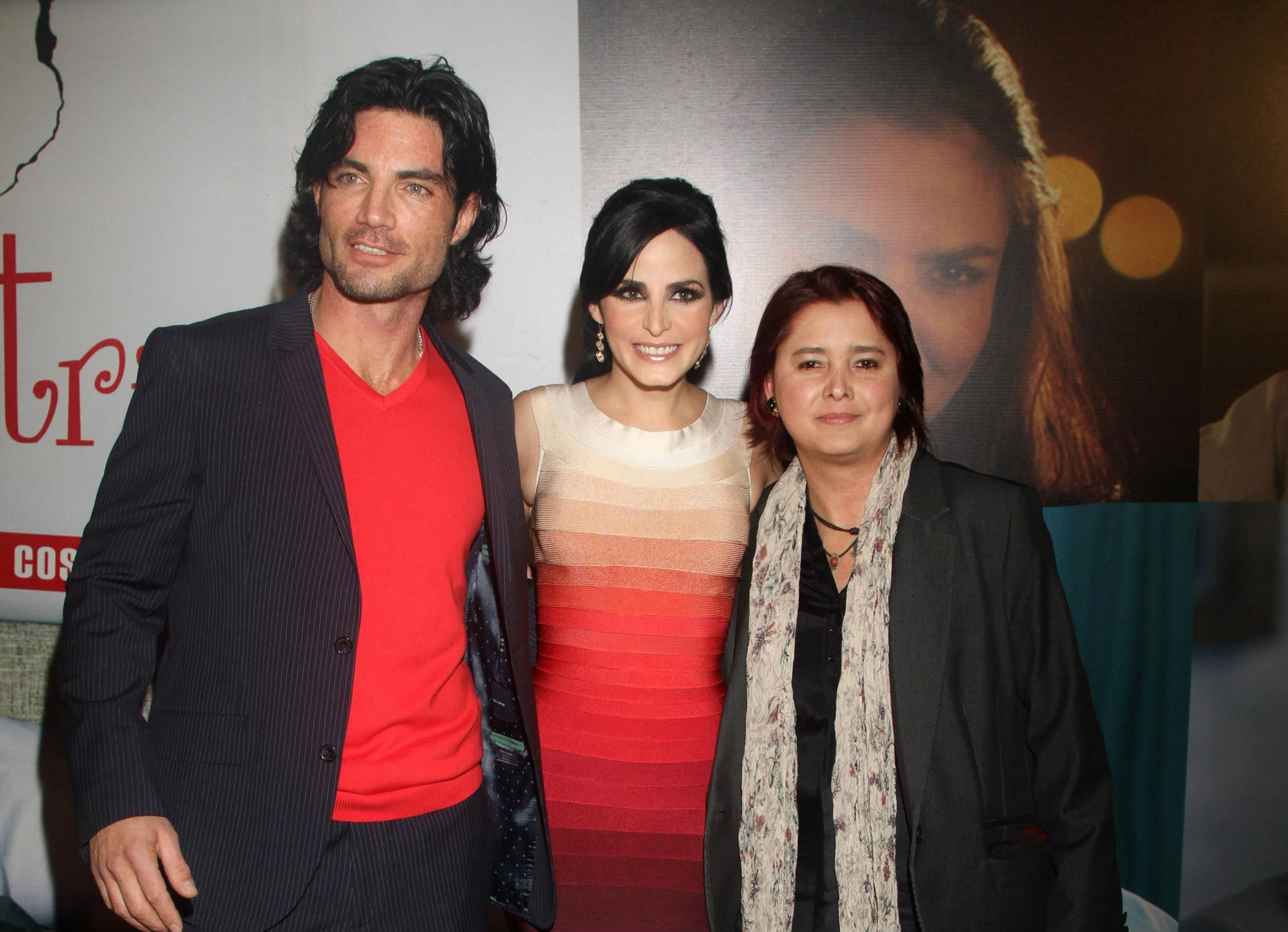
Alfombra Roja

Armienta, realizó en 2005 su ópera prima documental en el continente Africano retratando la injusticia del conflicto entre Marruecos y el Sahara Occidental, la obra se llamó '“Compaz de arena”', contó con el apoyo de la embajada de la RASD en México y del Presidente del Sahara Occidental, Mohamed Uld Abdelaziz; el largometraje fue distribuido a nivel mundial por Spiritual Planet en la colección de cine de arte de Arthouse Corp. Fue premiada con el Galardón Moisés Huentelaf en el Festival de Cine de Pueblos Indígenas de Valparaíso en Chile y ganó premio especial del jurado en el 7° Festival Internacional de Cine Digital de Viña del Mar en 2009, Adicionalmente se presentó́ en la Cumbre Mundial de Cine Ambiental COP 16 y fue seleccionado en más de 30 festivales internacionales en los 5 continentes.
Para su segundo largometraje en 2009, obtuvo la Beca del programa Creadores con Trayectoria del Fondo Nacional para la Cultura y las Artes (FONCA), con la película “Culpables de Inocencia” que habla sobre 12 mujeres encarceladas por encubrir o ser engañadas por sus hombres, está película ganó el 5° Festival de Cine Social y DDHH de Valparaíso, Chile en 2011 y formó parte de la programación del Canal Nacional de Colombia desde 2012 a 2020; Fue nominado a mejor documental en el festival de cine independiente de Oaxaca y todavía es utilizado con fines educativos en la Universidad de Guadalajara en las carreras de cine, documental, derecho, maestría en derechos humanos, estudios de género y ciencias de la comunicación, fue adquirido por el canal nacional de Colombia.
En 2013, fue guionista de la comedia romántica "Siete años de matrimonio", una película comercial que logró su público target de forma certera, el anuario del Instituto Mexicano de Cinematografía, informó que la película obtuvo el primer lugar de vistas en internet con más de 3 millones de vistas en YouTube, fue estrenada en todo Latinoamérica y 76 ciudades de Estados Unidos, con 21 semanas en cartelera y obtuvo el 8° lugar de ganancias en taquillas en 2013,  es una de las 15 películas que más fondos recaudó entre 2014 y 2015, distribuida por Quality Films, exhibida en Netflix y Claro vídeo, Amazon Prime, además de obtener 5 nominaciones a las diosas de plata.
Armienta, fue nominada a la beca Rockefeller y recibió el apoyo de Canon Mexicana dirigiendo el primer largometraje en Latinoamérica realizado con las cámaras 'Canon Cinema EOS para cine. La película  “Antes que se tire la Sal”, es una odisea visual por las salinas bolivianas, un lugar de lírica e hipnótica belleza y silencio, la pieza se va convirtiendo en un convincente ensayo político sobre las consecuencias de minería de litio que está comenzando a amenazar esa belleza natural. Esta película atrae tanto al corazón como a la mente, tanto a la política como a la ética, es una coproducción México-Bolivia, que ha sido seleccionada en 100 festivales alrededor del mundo, ganando 18 premios y 15 nominaciones, como la Cámara de Oro de Kirguistán, el premio Marcelino di Baggis a mejor documental, prenominado a los Premios Fenix como mejor documental iberoamericano en 2016, festival considerado como antesala de los premios Oscar en Iberoamérica. Ganó el premio “México mira al mundo” como mejor documental del Festival Pantalla de Cristal de la Ciudad de México, y mención de honor en el Encuentro de Cine Hispanoamericano “Contra el Silencio todas las Voces”.  Forma parte del programa de contenidos de educación medioambiental de la Federación Rusa y la República Checa, además de pertenecer al acervo de la vídeoteca de la UNRIC (United Nations Regional Information Centre for Western Europe) para ser consultada por expertos de las naciones unidas.
Armienta, se ha sumergido en su trabajo como guionista logrando la selección de su guion "El Perdón de Fausto" para formar parte del 8°LabGuión del programa de apoyo internacional para la cinematografía IBERMEDIA, junto con el Fondo de Desarrollo Cinematográfico de Colombia y la Corporación Cinefilia.
Como escritora, sus cuentos han participado en el programa Rincones de Lectura 2011 al ganar la Convocatoria Nacional de Cuento Infantil con Góru el mágico, del que se repartieron 93,170 copias en toda la República, e inspirando una obra de teatro para niños en Brasil de la directora Luciane Figueiredo, con el nombre “El chino y el dragón”. También escribió un libro de cine en editorial Fontamara llamado "La Permanencia del Vampiro" y el cuento Annika y las galletas que fue presentado en la FIL en 2013 (Feria Internacional del Libro en Guadalajara), que fue reimpreso en 2015 con Editorial GEU en Barcelona. Este cuento se reparte a América Latina, España y Turquía.
Actualmente, forma parte del consejo directivo del fondo europeo Quadrantis para el arte y el entretenimiento (QA&E) impulsando nuevos talentos y creando espacios para la industria cinematográfica en Portugal. Es Consejera Presidente del Consejo Estatal para la Cultura y las Artes (CECA) mantiene un plan de colaboración para la profesionalización de cineastas en el Estado y tiene incidencia en las mesas de trabajo de CANACINE. Durante su gestión, se trabaja con las diputados del congreso, el Seminario de Cultura Comisión Jalisco, la Benemérita Sociedad de Geografía y Estadística,  junto con mesas de consulta pública, en la que se ha incluido varios actores culturales, colectivos y artistas independientes en la iniciativa para reformar la ley de fomento a la cultura que no ha sido revisada desde su creación y también se pretende poner en funcionamiento ley de fomento a economías culturales y creativas (antes llamada ley de mecenazgo), para mejorar las condiciones, no sólo de los artistas audiovisuales, sino de todos los agentes culturales y artísticos del Jalisco.
Formó parte de la mesa directiva de Mujeres en el Cine y la TV en 2014, pertenece a la Sociedad Mexicana de Directores y Creadores Audiovisuales, ha sido jurado en varias ocasiones para IMCINE, FOPROCINE, EFICINE, Meters New York Film Festival y Alucine. Ha sido catedrática de la UNID, del CECC y del ITESO. También ha participado en exposiciones de fotografía en el Museo de Arte Contemporáneo de Guadalajara, Jalisco y de cine experimental en la Cineteca Nacional. Ha dado conferencias y pláticas con el tema de cine, en foros como el II Festival Internacional de Cine Alternativo de Tunja en Colombia, la Universidad de Castilla-La Mancha (UCLM) en España, en el XXXVIII Festival Internacional de la Cultura de Boyacá en Colombia y el Primer Foro Iberoamericano de Cineclubes en Ciudad de México, a lado de personalidades como Ciro Guerra Ganador del Oscar, Harold Trompetero (Colombia), Hebe Tabachnick (Argentina) Madeleine Olnek (USA), Patricia Riggen (México), Matías Bize (Chile), Sebastián Lelio (Chile) y Martha Rodríguez (Colombia).
Actualmente trabaja en la preproducción del guion seleccionado en Made in México y Global Script Challenge del Festival de Cine de Oaxaca, Sinfonía en rojo un drama en coproducción México, España y Portugal bajo su propia dirección. 
Armienta también se destaca como maestra de guionismo para obras policíacas y de crimen ya que es el perito profesional en grafología y grafoscopía tomando varios diplomados así como actualizaciones en el Colegio Mexicano de Criminología y Criminalística, siguiendo ese rumbo tomó un diplomado en neuropsicología para poder tener más conocimiento de la mente criminal además de varios seminarios sobre la mente psicópata ya que a largo plazo piensa escribir para este género.  Ha participado en investigaciones criminales haciendo dictámenes para la Suprema Corte de Justicia de la Nación en casos de falsificación de firmas, obras y acoso por medios escritos.

## Reconocimientos
- Forma parte de la mesa directiva del Fondo Europeo Quadrantis para el Arte y el Entretenimiento.
- Consejera Presidente del Consejo Estatal de la Cultura y las Artes del Estado de Jalisco (CECA) periodo 2022-2025
- Mención especial, concurso El Cine en Corto Convocatoria Nacional organizado por Centro Internacional de Guionismo de Cine y Televisión, 2002
- Beca del Programa de Estímulo a la Creación y al Desarrollo Artístico de Jalisco (PECDA)
- Beca Creadores con trayectoria 2009 del FONCA
- Apoyo del Programa de Fomento a Proyectos y Coinversiones Culturales (FONCA) para su largometraje documental  "Antes que se tire la sal" (Spilling salt)
- Autora parte del Programa Nacional Rincones de Lectura, SEP 2011
- Programa académico y apoyo logístico Festival Itinerante de Cineastas Americanas Las Contemporáneas (FICA) y Festival de Mujeres en el Cine y la TV, Capítulo Guadalajara 2009
- Mujeres en el cine y la televisión, A. C. (WIFT-MEXICO) Asociada desde 2004.  Miembro de la mesa directiva 2014-2016
- Programa Ibermedia y el Fondo de Desarrollo Cinematográfico de Colombia y Corporación Cinefilia Selección del Guion  Fausto, el perdón[3]
- Directora de Mujeres Cine y TV Guadalajara página de promoción y reconocimiento a cine hecho por mujeres.

## Jurado
- Jurado de la Junta Consultativa de Fondo para la Producción Cinematográfica de Calidad para apoyo a largometraje documental 2011, 2013, 2015, 2017, 2020.
- Jurado de UniFilmFest, Festival de Cine Universitario en Puebla, 2015
- Jurado Festival de cine Universitario ALLUCINE, 2015
- Jurado Meters International Film Festival (New York, Naples), 2016 y 2017
- Jurado Fondo para la cinematografía de calidad EFICINE, Estímulo Fiscal a Proyectos de Inversión en la Producción y Distribución Cinematográfica Nacional 2019
- Jurado del Concurso Estatal de Fotografía Juvenil "Somos Jalisco" 2023
- Miembro Jurado del Consejo Consultivo para el Otorgamiento del Premio Estatal a la Juventud 2023 y 2024 en Jalisco.

## Películas y programas de TV
- Antes que se tire la sal[4] (Largometraje) Guion, Producción y Dirección
- Culpables de la inocencia (Largometraje) Guion y Dirección
- Compaz de arena  (Largometraje) Guion, Producción y Dirección
- Las Estatuas Humanas de las Ramblas (Documental) Dirección
- Te apuesto y te gano (Cortometraje) Edición
- El que sigue (Cortometraje) Edición
- Big Brother y Big Brother 2 (Programa de televisión) Edición y Realización
- Nuestra Hora y un poco más (Serie de TV) Guion
- Gula un pecado[5] Realización
- Champ Car World Series (Serie de TV) Asistente de cámara
- El rostro de las cosas (Cortometraje) Asistencia de producción
- Ciberkids (Programa de televisión) Dirección de arte
- There’s something fishy going on (Cortometraje) Revelado
- Nadie Escucha  (Cortometraje) Asistencia de dirección
- Ensayo para mover masas (Cortometraje) Cámara 2
- Junto a ti (Videoclip) Dirección y Edición

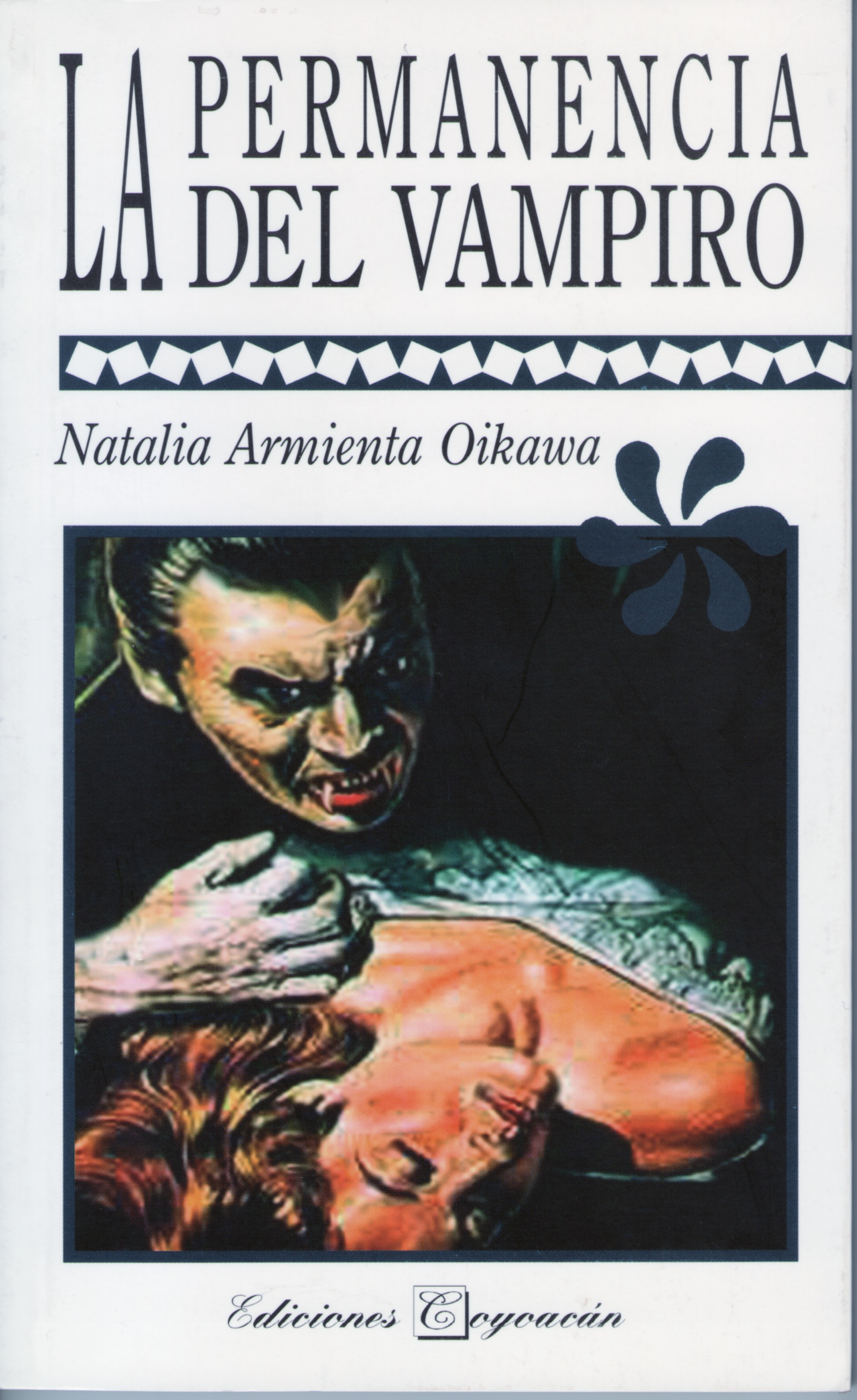
El primer escrito sobre paso del personaje del vampiro en el cine

## Libros y cuentos
- La Permanencia del Vampiro
- Cocinando Cine
- La Mesusa
- Góru el mágico
- Annika y las galletas

## Premios y menciones
- Winner Best Documentary, International Festival of Human Rights of Valparaiso, Chile 2009
- Special Mention of the jury Festival Internacional de Cine de Viña del Mar (FICVIÑA) 2009
- Winner Moises Huntelaf Award, Festival de Cine Indígena Valparaíso. Chile 2009 and 2010
- Winner Best Documentary,  The Russian International Film Festival, Rusia. 2015[6]
- Winner Just Film Award, San Francisco. USA 2015[7]
- Winner Los Angeles Cinefest. USA 2015[8]
- Honorable Mention 5.º Festival de Cine Verde de Barichara, Colombia 2015
- Honorable Mention 40 º WIFTA Film Series Women in Film and Televisión, Atlanta. 2015[9]
- Winner World International Film Festival. Singapore 2016[10]
- Winner Best Documentary, Madrid Art Films Festival, Spain. 2017[11]
- Winner Best Film, Muestra Internacional Audiovisual de Jalisco (MIAX) México. 2017
- Winner Best Documentary Premio México Mira al Mundo, Festival Pantalla de Cristal de la Ciudad de México México. 2017[12]
- Special Mention Raising Awareness of the threats, changes, and damages suffered by the environment. Festival Pantalla de Cristal de la Ciudad de México 2017
- Honorable Mention Contra El Silencio Todas Las Voces. México 2018
- Winner Best Documentary, Miami Springs International Film Fest, USA. 2018[13]
- Winner Best Cinematographer, Award PICASSO EINSTEIN BUDDHA International Film Festival, India. 2019[14]
- Winner Best Documentary, III Muestra Internacional de Cine y Movilidad. CDMX México. 2019
- Winner Best Soundtrack Spilling Salt, Zoroaster Award (Italo-Azerbaijan Film Festival) Italia Feb. 2020[15]
- Winner Best Documentary Film Redwood Film Festival. USA Dec. 2020
- Winner Best Editor Chhatrapati Shivaji International Film Festival 2020

## Nominaciones
- Mejor Cinematografía Sydney Indie Film Festival, New Zeland.
- Mejor Edición Sydney Indie Film Festival, New Zeland.
- Mejor Documental Film Sydney Indie Film Festival, New Zeland.[16]
- Premio de Mejor Documental Marcellino di Baggis. Taranto,  Italia.[17]
- Mejor Edición Roma Cinema Doc Film Festval, Italia.[18]
- Mejor Documental del Año. Environment Conservation 9th CMS VATAVARAN Film Festival. New Delhi, India.[19]
- Mejor Etalonaje. Festival Pantalla de Cristal de la Ciudad de México.
- Mejor Banda Sonora. Festival Pantalla de Cristal Ciudad de México.[12]
- Mejor Cortometraje Festival Internacional de Cine de Medio Ambiente de Barcelona. FICMA 2016
- Mejor Película del Año. Environment Conservation 9th CMS VATAVARAN Film Festival. New Delhi, India.
- Prenominado a los premios FENIX como mejor documental hispanoamericano.
- Mejor Película International Green Culture Festival GREEN FEST. Servia 2022
- Mejor Documental Budapest Film Festival. Budapest 2022